# 시디스페이스
시디스페이스(CDSpace)는 대한민국의 스페이스 인터내셔널에서 만든 프로그램으로, LCD 등을 비롯한 이미지 파일을 가상 드라이브로 사용할 수 있도록 도와 주는 소프트웨어이다.
ISO나 BIN/CUE 등의 다른 이미지 파일들의 지원을 제공한다. 그러나 시디스페이스의 기본 이미지 확장자 LCD는 국제에서 표준이 아니기 때문에 대부분의 이미지 유틸리티에서 지원되지 않지만 (LCD 파일이 압축이 되어 있지 않다는 가정 아래에서) ISO 등의 이미지로 변환할 수 있도록 유틸리티를 따로 제공하고 있다. 깔끔한 사용자 인터페이스와 더불어 윈도우 8을 완벽하게 지원하고 있다.
시디스페이스 7 이전 버전까지는 기본적으로 돈을 주고 구매해야 기간/기능 제한 없이 사용할 수 있는 상용 프로그램이었으나, 현재 최신 버전인 시디스페이스 8부터 LCD 대신 LC7 형식을 기본으로 하며 전 기능이 무료화되었다.

## 인증 서버
한때 인증 서버가 닫혀서 시디스페이스 7을 사용 못하는 시기가 있었다. 시디스페이스 7은 온라인 인증해야만 사용할 수 있었으며, 부팅할 때마다 인증해야 했다. 인증 서버가 닫힌 시기가 오래되어 많은 이용자들이 피해를 보았으나, 다행히 인증 서버가 다시 열렸다.

## 라이트 버전
시디스페이스 8의 출시와 함께 무료화 되면서 더 이상 제공되지 않게 되었다.

## 같이 보기
- 가상 드라이브
- 디스크 이미지

비슷한 프로그램
- 데몬 툴스
- 알콜 120%